# Lasioglossum achilleae
Lasioglossum achilleae (лат.) — вид одиночных пчёл рода Lasioglossum из семейства Halictidae. Назван по имени растения Achillea (тысячелистник), на котором был впервые обнаружен.

## Распространение
Северная Америка: Канада, США.

## Описание
Мелкие пчёлы длиной около 5 мм. Самки от 4,27 до 5,06 мм. Голова и мезоскутум голубовато-зелёные (до палево-зелёного), мандибулы оранжевые; апикальная половина клипеуса черно-коричневая. Тегулы и ноги красновато-коричневые. Длина переднего крыла самок 3,72—3,78 мм. В переднем крыле 3 субмаргинальные ячейки. Одиночные пчёлы, гнездятся в почве. Вид был впервые описан в 1960 году американским энтомологом Теодором Митчеллом (Theodore B. Mitchell) под первоначальным названием Dialictus achilleae, а его валидный статус подтверждён в ходе ревизии в 2010 году канадским энтомологом Джейсоном Гиббсом (Jason Gibbs, Йоркский университет, Department of Biology, Торонто, Канада) и отнесён к подроду Dialictus. Именован по латинскому научному названию растения тысячелистник (Achillea). Кормовые растения: Asteraceae (Achillea), Rhamnaceae (Ceanothus), Hydrangeaceae (Hydrangea).